# Cinzia Giorgio
Cinzia Giorgio (Venosa, Italia, 1 de abril de 1975) es una escritora italiana.

## Biografía
Cinzia Giorgio está licenciada en Literatura Moderna en la Universidad de Nápoles Federico II, su tesis fue sobre la Historia del Renacimiento. También dispone de una segunda licenciatura en Idiomas Orientales y está especializada en Estudios de las Mujeres y arqueología. En 2001 se casó con Giovanni Scattone, un exprofesor condenado por el homicidio de la estudiante Marta Russo en 1997.
En 2002 ganó una beca de la Fundación Bellonci en Roma, que organiza el Premio Strega.
Actualmente es profesora de estudios e Historia del Arte de la Mujer en Roma y tiene un doctorado en Literatura Comparada por la Universidad de Roma III. También es la directora de la escuela de escritura creativa de Roma, Scuola Romana di Scrittura.
Ha publicado artículos en periódicos como Poste italiane (la oficina postal italiana) y Special Olympics. Ha publicado artículos en revistas: como Anna (una de las más importantes revistas italianas), AIFI, Espíritu, Nuovi Orizzonti, Grand Hotel y Confidenze.
Ha trabajado con el semanario Neus Deux escribiendo novelas francesas y cuentos. También ha trabajado con Warde Jones, con el director Massimo Tonna y con la oficina de prense de la Basilicata.
Actualmente escribe para la revista en línea Sherlock Magazine y enseña escritura creativa. También está escribiendo obras de teatro y tiene su propia revista literaria en Pink Magazine Italia.
En diciembre de 2007 fue invitada en Niente di Personale, un programa de entrevistas de difusión en la televisión italiana La7, donde presentó la novela Sotto il fiume.
El 4 de agosto y el 17 de octubre de 2009 fue la invitada del programa de noticias de la noche La7, donde presentó sus novelas I Custodi dell'Acqua e Incógnito.
Desde marzo de 2010 colabora con la web Velut Luna Press, especializada en revistas literarias.
En 2011 es una de los cinco candidatos al Mondadori Mystery Award, Premio Tedeschi con la novela L'Enigma Botticelli publicada en 2013.
Cinzia también es la organizadora del Roman Salon Littéraire -conferencias literarias- en la Academia Leusso.
En 2014 escribió para la editorial italiana Angelo Rizzoli Impressioni catastrofiche Prime y Cosa Farebbe Jane? las dos primeras novelas de la serie Le ragazze di Jane Austen.
En noviembre de 2014 publicó un ensayo sobre la historia erótica de Italia, Storia d'Italia Erotica, publicado por Newton Compton.

## Obras

### Novelas
- "La collezionista di libri proibiti", Newton Compton, Roma 2016. ISBN 978-88-541-9472-4.
- "L’amore è una fórmula matemática", Rizzoli 2015. ISBN 978-88-586-8232-6.
- Prime Catastrofiche Impressioni, Rizzoli 2014. ISBN 978-88-586-7150-4.
- Cosa Farebbe Jane?, Rizzoli 2014. ISBN 978-88-586-7527-4.
- Il Bello della Diretta, Rizzoli 2014. ISBN 978-88-586-7820-6
- L'Enigma Botticelli, Melino Nerella, 2013. ISBN 978-88-96311-15-8.

### Ensayos
- "È facile vivere bene a Roma se sai cosa fare", Newton Compton, Roma 2016. ISBN 978-88-541-9537-0.
- "Storia Pettegola d’Italia", Newton Compton, Roma 2015. ISBN 978-8854181977.
- "Storia Erotica d’Italia, Newton Compton, Roma 2014. ISBN 978-8854171534.
- Il Rinascimento Italiano nel fumetto en Narrare la storia dal documento al racconto, Mondadori, Milán, 2006 ISBN 88-04-56232-3.
- Disegno letterario: Il fumetto vienen strumento educativo, SSEF, 2006.
- Ragazze di pochi mezzi, SSEF, 2007.
- Ed educazione Cómic, en Generazioni, Unisped, Roma, 2008.
- La povertà nella letteratura en Generazioni, Unisped, Roma, 2009.
- La donna en Fontane, Rivista di Studi Umanistici Leussein, Roma University Press, 2009.
- La Profetessa di Sventure: rielaborazione del mito di Cassandra nella letteratura Occidental, Rivista di Studi Umanistici Leussein, Roma University Press, 2009.
- Postfazione al romanzo "Il mio nome è Aqua Caliente" de Claudio De Luca, 2009.
- Echi del Mito di Cassandra en Muriel Spark, Rivista di Studi Umanistici Leussein, Roma University Press, 2010.
- Interpretazioni del mito di Pandora, Rivista di Studi Umanistici Leussein, Roma University Press, 2010.
- Le Sorelle Bronte nel manga giapponese , Atti del Convegno "Contaminazioni creativo", Università di Roma Tre, 2011
- I Narratori delle Tele, Rivista di Studi Umanistici Leussein, Roma University Press, 2012.
- Orgoglio senza Pregiudizio. Le ragazze di Jane Austen, Edizioni opposto, 2013.
- Storia Erotica d'Italia, Newton Compton, 2014 ISBN 978-88-541-7153-4.

### Obras
- Sotto il fiume, dirigida por Flavia Ricci, 2007.
- S. Holmes e il mistero della Mummia.[3] dirigido por Anna Masullo, 2011.
- Il raduno dei pirati e il terrificante mistero del vascello fantasma, dirigida por Anna Masullo, 2012.